# كريستين كاثرين روش
كريستين كاثرين روش (بالإنجليزية: Kristine Kathryn Rusch)‏ (و. 1960  م) هي كاتِبة، وروائية، وكاتبة خيال علمي أمريكية، ولدت في الولايات المتحدة.

## جوائز
حصلت على جوائز منها:
- جائزة جون كامبل جورج لأفضل كاتب جديد  [لغات أخرى]‏ (1990).

## روابط خارجية
- كريستين كاثرين روش على موقع إن إن دي بي (الإنجليزية)